# Kanton Maripasoula
Der Kanton Maripasoula war ein französischer Kanton im Arrondissement Saint-Laurent-du-Maroni in Französisch-Guayana.

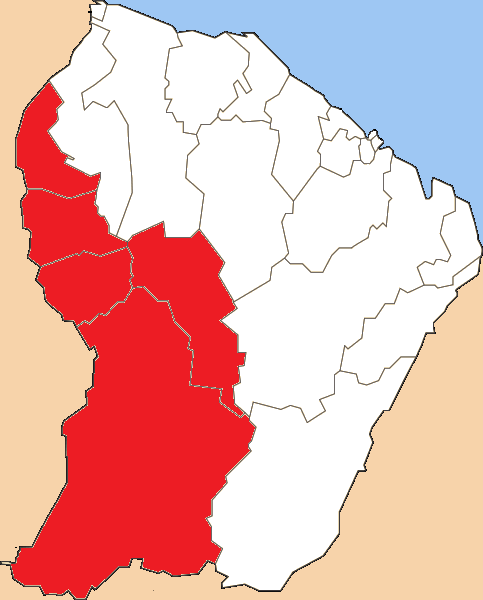
Lage des Kantons Maripasoula im Departement Guyana

Der Kanton hatte 29.504 Einwohner (Stand: 2012) und bestand aus fünf Gemeinden:
- Apatou
- Grand-Santi
- Maripasoula (Hauptort)
- Papaichton
- Saül